# Mick Clavan
Mathijs (Mick) Clavan (Den Haag, 11 maart 1929 – aldaar, 11 juli 1983) was een Nederlands voetballer.

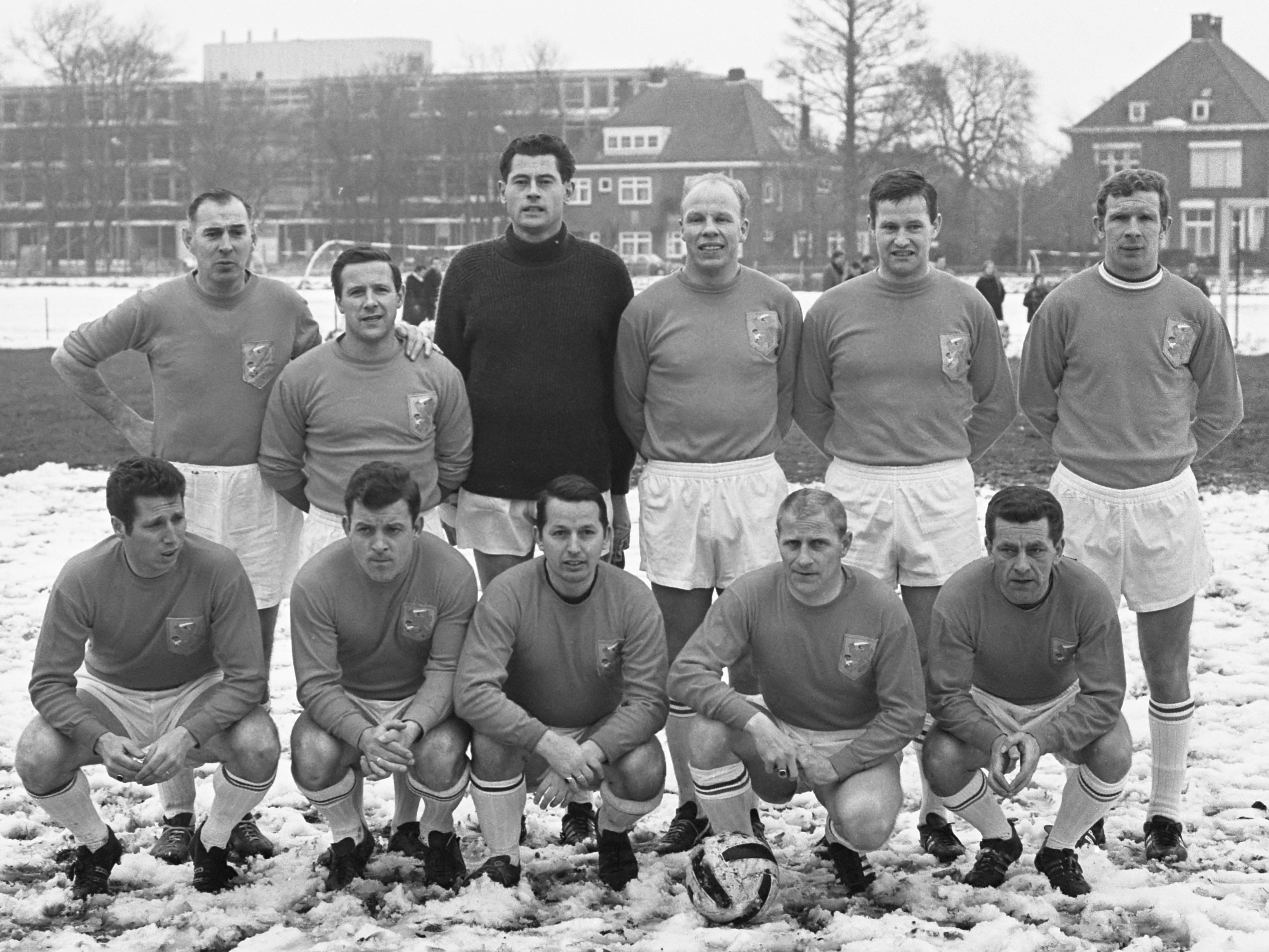
Oud-internationals (1969): Mick Clavan, hurkend, geheel rechts

Clavan kwam eerst uit voor RVC Rijswijk. Tussen 1943 en 1954 speelde hij voor ADO, de ploeg waar ook zijn broers Tom en Cock voor uitkwamen. Hij werd hierna prof bij Den Haag '54 in de NBVB en die club ging op in Holland Sport (SHS). Tussen 1956 en 1963 speelde Clavan wederom voor ADO en hij bouwde hierna af bij de Haagse amateurclub HVV De Ooievaars, waar hij later ook als trainer actief was. Zijn positie in het elftal was linksbinnen.
Clavan speelde 27 interlands voor het Nederlands voetbalelftal. Hij maakte zijn debuut op 26 mei 1948 in een uitwedstrijd tegen Noorwegen. De meeste interlands speelde hij als ADO-speler, maar hij werkte ook zes interlands af als speler van Holland Sport (SHS). Hij maakte zeven doelpunten voor het Nederlands elftal. Clavan overleed in 1983 op 54-jarige leeftijd aan een hartaanval.
Het Mick Clavanpad in het Haagse natuurgebied Madestein is naar hem vernoemd. 